# 몬마촌 (사이타마현)
몬마촌(百間村)은 사이타마현의 중동부, 미나미사이타마군에 속했던 촌이다.

## 역사
- 1889년 4월 1일 - 정촌제 시행에 의해 미나미사이타마군 몬마촌이 성립하였다.
- 1889년 8월 27일 - 도부철도 이세사키 선 스카역이 개통하였다.
- 1927년 9월 1일 - 도부철도 이세사키선 히메미야역이 개통하였다.
- 1955년 7월 20일 - 스카촌과 합병해 미야시로정이 되었다.

## 교통

### 철도
- 도부 철도
  - 이세사키 선

## 참고문헌
- 「角川日本地名大辞典」編纂委員会『角川日本地名大辞典 11 埼玉県』角川書店、1980年7月8日。ISBN 4-04-001110-4。